# Leukoanthocyanidine

Flavan-3,4-diol

Leukoanthocyanidine sind sekundäre Pflanzenstoffe aus der Gruppe der Flavonoide, die sich vom Flavan-3,4-diol ableiten. Die einzelnen Verbindungen unterscheiden sich durch Zahl und Stellung ihrer Hydroxygruppen. Leukoanthocyanidine stellen Zwischenstufen in der Biosynthese der Anthocyanidine/Anthocyane und der Catechine (Abkömmlinge des Flavan-3-ols) dar. Sie sind farblos, worauf auch das im Wort enthaltene „leuko-“ (von griechisch  leukós (λευκός) ‚leuchtend, glänzend, weiß‘) hinweist. Unter Säureeinwirkung entstehen in Gegenwart von Sauerstoff unter Wasserabspaltung und anschließender Abgabe eines Hydrid-Ions (H−) farbige Flavylium-Kationen („Proanthocyanidinreaktion“). 
Die Flavylium-Struktur ist die farbgebende Komponente für die rote, violette oder blaue Färbung von Blüten und Früchten. Biogenetisch entstehen die Anthocyanidine aus den Leukoanthocyanidinen unter Beteiligung von Leukoanthocyanidindioxygenase (LDOX). Unter Katalyse durch Leukoanthocyanidindreduktase (LAR) entstehen aus Leukoanthocyanidinen die jeweils analogen Flavan-3-ole. Die Vorstufe der Leukoanthocyanidine sind die Flavanonole. 
Leukoanthocyanidine – besonders die 5,7-Hydroxyderivate – sind chemisch labil und kondensieren leicht zu oligomeren und polymeren Verbindungen („Catechingerbstoffe“)
Sie kommen insbesondere in Fruchtschalen, Rinden und Holz vor. 
Der Name „Leukoanthocyanidine“ wurde 1920 von Otto Rosenheim eingeführt.
Die Leukoanthocyanidine bilden zusammen mit di- und oligomeren Catechinverbindungen die Gruppe der Proanthocyanidine. 
Zu den Leukoanthocyanidinen gehören:
| Name              | Anderer Name                                            | Flavylium-Form (Anthocyanidin) |
| Leukocyanidin     | 2-(3,4-Dihydroxyphenyl)chroman-3,4,5,7-tetrol           | Cyanidin                       |
| Leukodelphinidin  | 2-(3,4,5-Trihydroxyphenyl)chroman-3,4,5,7-tetrol        | Delphinidin                    |
| Leukofisetinidin  | 2-(3,4-Dihydroxyphenyl)chroman-3,4,7-triol              | Fisetinidin                    |
| Leukomalvidin     | 2-(4-Hydroxy-3,5-dimethoxyphenyl)chroman-3,4,5,7-tetrol | Malvidin                       |
| Leukopelargonidin | 2-(4-Hydroxyphenyl)chroman-3,4,5,7-tetrol               | Pelargonidin                   |
| Leukopeonidin     | 2-(4-Hydroxy-3-methoxyphenyl)chroman-3,4,5,7-triol      | Peonidin                       |
| Melacacidin       | 2-(3,4-Dihydroxyphenyl)chroman-3,4,7,8-tetrol           |                                |
| Teracacidin       | 2-(4-Hydroxyphenyl)chroman-3,4,7,8-tetrol               |                                |

Beispiel: Leucocyanidin und Metaboliten

cis-Leukocyanidin (farblose leuko-Form)
Cyanidin (farbiges Flavylium-Kation)
(+)-Catechin, ein Flavan-3-ol